# Ranatra
Ranatra és un gènere d'hemípters heteròpters de la família Nepidae. Són predadores i usen les seves fortes potes davanteres per capturar les preses.
Són generalment prims i respiren a través d'un parell de llargs sifons respiratoris de la part posterior de l'abdomen.
Mengen capgrossos, petits peixos, altres insectes, que maten amb el seu bec, injectant una saliva que tant calma com comença a digerir la presa. Hivernen com a adults, la femella pon ous a la primavera, en la vegetació; triguen de dos a quatre setmanes en descloure's, i els nounats triguen prop de dos mesos a madurar.